# Academia Transliterária
A Academia Transliterária é um coletivo de artistas e escritores transgêneros, com sede em Belo Horizonte, Minas Gerais.
Surgiu como intuito de agregar trabalhos artísticos, literários e demais vertentes culturais da população transexual, travesti e transgênero.

## História
A Academia Mineira Transliterária foi criada com a premissa de incluir as diversas representações de gênero na fala, escrita e em todas as formas de expressão e um objetivo de que os transgêneros sejam protagonistas de suas histórias, de sua cultura e também de suas expressões artísticas.
A iniciativa foi lançada em setembro de 2016, em evento no viaduto Santa Tereza, na região Central de Belo Horizonte, com várias atrações musicais e teatrais, além de um bazar e exposição de artistas trans, como Babi Macedo. A ideia, de acordo com um dos idealizadores do projeto, o cozinheiro João Kaisen, 25, é de que a academia funcione também como um “caça-talentos” e que, aos poucos, vários escritores se juntem à iniciativa.
A academia está localizada no Edifício Maletta. Com reuniões mensais para debater literatura e para troca de textos em encontros abertos para todos.
Jota Mombaça realizou junto da Academia TransLiterária leitura performática de um dos seus textos: "O mundo é meu trauma".

## Membros
- João Maria Kaisen de Almeida[5]
- Babi Macedo
- Marta Neves
- Nickary Aycker
- Michelly Colt

- Tiffany de Castro
- Pitty Negreiros Picardi
- Idylla Silmarovi
- Jô Arllen
- Brisa Alkimin
- Rodrigo Carizu
- Fernando Ball

## Ligações Externas
- Academia Transliterária no Facebook